# خط المحقق

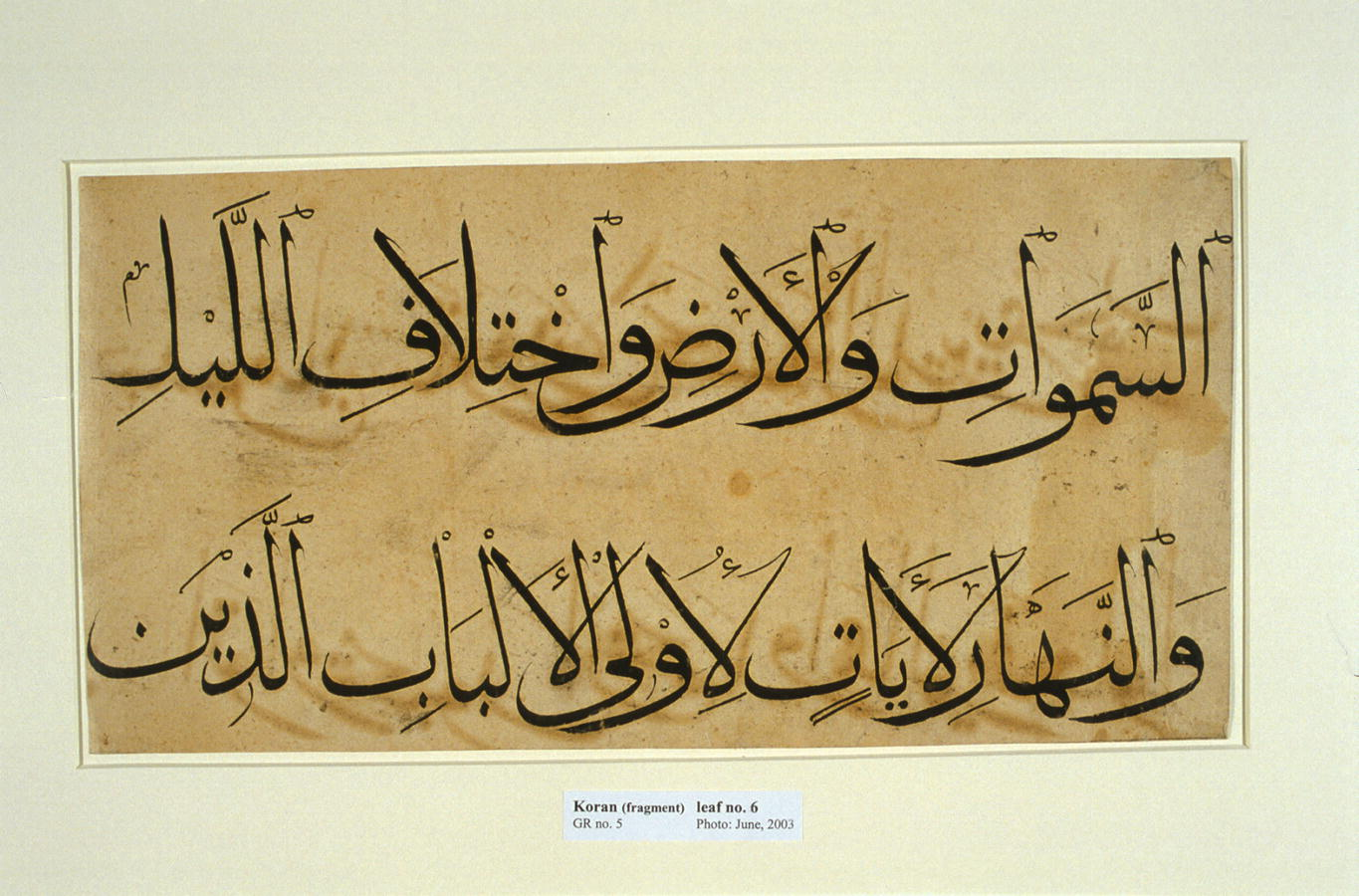
صورة مصحف (الآيات 190-191 من سورة آل عمران) مكتوب بالخط المحقق، يعود إلى القرن الخامس عشر الميلادي

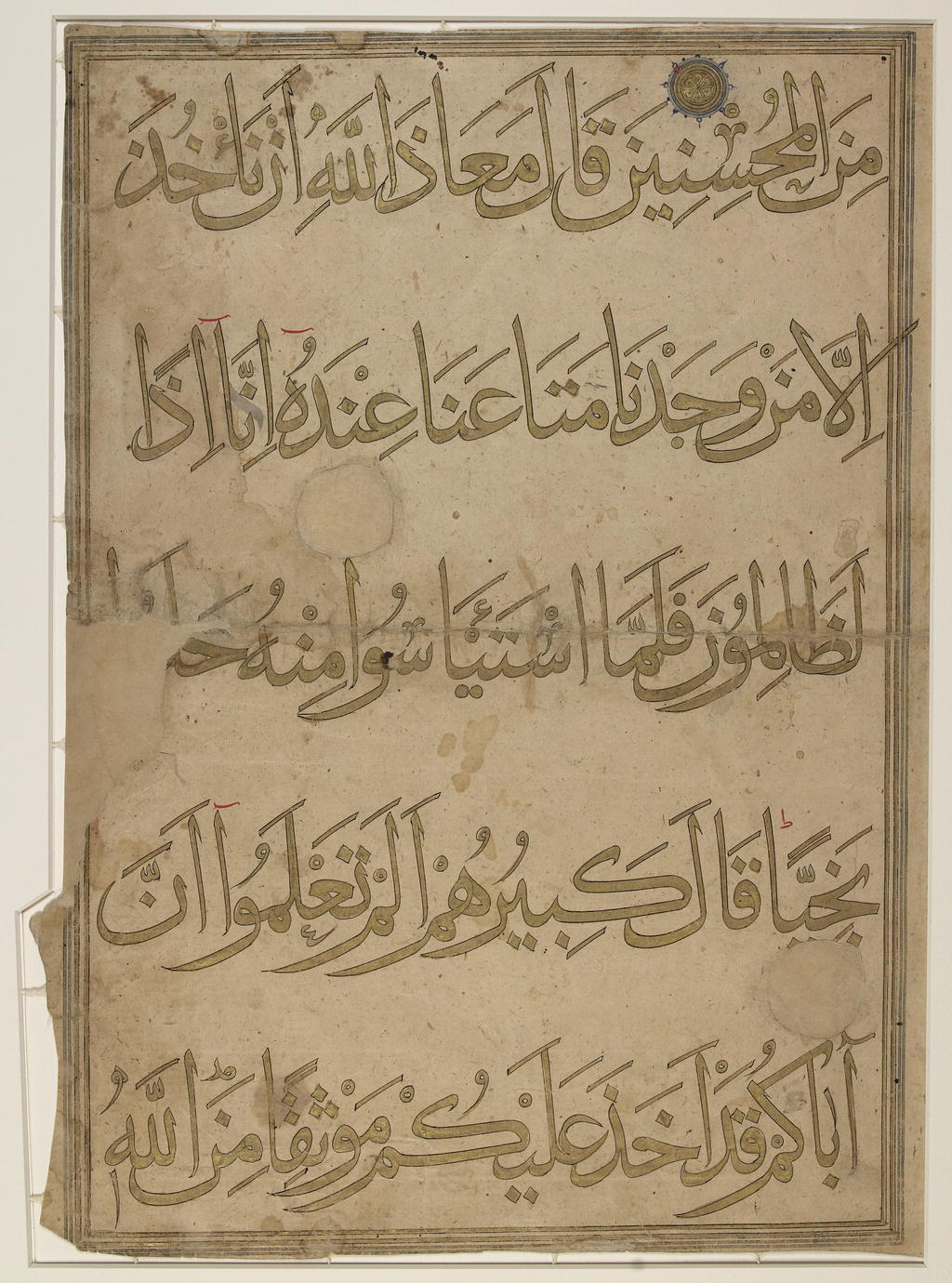
صورة صفحة من مصحف (الآيات 78-80 من سورة يوسف) مكتوب بالخط المحقق، يعود إلى القرن الثالث عشر أو القرن الرابع عشر الميلاديين

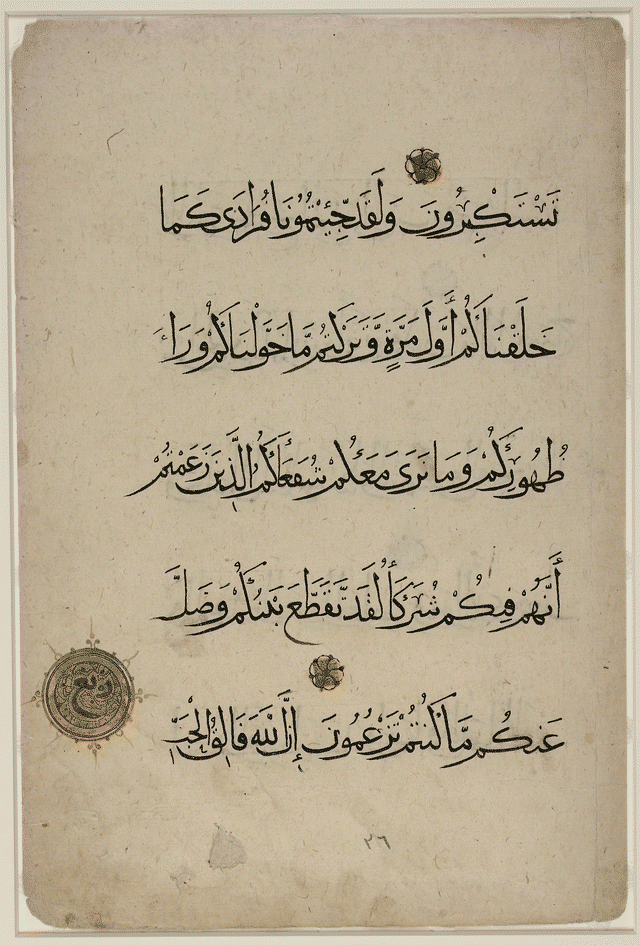
صورة صفحة من مصحف (الآيات 93-95 من سورة الأنعام) مكتوب بالخط المحقق، يعود إلى القرن الرابع عشر أو القرن الخامس عشر الميلاديين

الخط المُحَقَّق هو خط عربي مصحفي، تكامل فيه التجويد والتنسيق، وأصبحت الحروف متشابهة والمدّات متنامية وزُيّن بالتنقيط والتشكيل، وتساوت فيه المسافات بين السطور، واستقل كل سطر بحروف. وهو متأصل من خط الثلث. ظهر بين القرن الثالث عشر والقرن السادس عشر الميلاديين.

## تاريخ
- انتشر الخط المحقق في عهد الخليفة العباسي المأمون في بداية القرن 9م، ثم اكتسب مع مرور الزمن بعض النضج إذ تم تعديله من قبل شيخ الخطاطين ابن مقلة وأوصله ابن البواب إلى أعلى درجات النضج.
- استعمل الخط المحقق ما يفوق الأربعة قرون في كتابة المصاحف ذات الحجم الكبير.